# سیارک ۳۳۱۱۳
سیارک ۳۳۱۱۳ (به انگلیسی: 33113 Julabeth، نامگذاری:1998BZ3) سی و سه هزار و صد و سیزدهمین سیارک کشف شده‌است که در ۲۲ ژانویه ۱۹۹۸ کشف شد.